# El sexo lo cambia todo
El sexo lo cambia todo es una película brasileña de 2003 con dirección y guion de Luiz Carlos Lacerda. En Brasil la película se estrenó como Viva Sapato! .

## Argumento  y personajes
Dolores (Laura Ramos) vive en La Habana, una ciudad donde el calor tórrido tropical, la samba y el ingenio son necesarios para vivir. Dolores es inteligente, guapa y, por qué no decirlo, tiene un cuerpo de escándalo. Es feliz bailando en el Tropicana, pero sufre los constantes desengaños de un marido que abusa en exceso de aquello de "echar una cana al aire".
Isolda, tía de Dolores, vive en Río de Janeiro, una ciudad donde el calor tórrido, la batucada y el ingenio son necesarios para vivir. Isolda es cubana, licenciada en Ciencias Políticas, esposa de un ludópata y también santera.
José es un buscavidas, un español que se hace pasar por cubano para sobrevivir en la ardiente tierra caribeña; un caradura aspirante a actor con el arte de la interpretación en las venas, que va a aprovechar cualquier oportunidad para sacar dinero, sexo y, aunque él no lo sepa,... también el amor.